# Comté de Marshall (Indiana)
Pour les articles homonymes, voir Comté de Marshall.
Le comté de Marshall (anglais : Marshall County) est un comté de l'État de l'Indiana, aux États-Unis. Il comptait 45 128 habitants en 2000. Son siège est Plymouth.